# En tu ausencia
En tu ausencia è un film del 2008 diretto da Iván Noel.
Si tratta della prima regia dello spagnolo Noel, che figura anche come autore del soggetto, della sceneggiatura, delle musiche, nonché produttore.

## Trama
Pablo è un tranquillo ragazzo di tredici anni che vive in un piccolo villaggio affiatato nella campagna andalusa della Spagna meridionale. Ha da poco perso il padre in un tragico incidente e la sua unica amica è Julia, una spudorata ragazza adolescente disposta ad aiutare Pablo nel suo passaggio dall'infanzia all'adolescenza, e a dargli qualche consiglio sul sesso, sull'amore e sulla vita in generale.
Un giorno, su una strada di campagna appena fuori del paese, Pablo incontra Paco, un elegante sconosciuto con l'auto in panne.
In un primo momento Pablo mantiene una distanza prudente dallo straniero, ma ben presto il ragazzo inizia a vedere l'uomo come un amico con il quale può confidarsi. Ma la tragedia è dietro l'angolo...

## Produzione
Per poter dirigere il film, il regista ha venduto la propria casa e la maggior parte dei suoi averi.
Le riprese sono durate quasi un anno.
Il film, inedito in Italia, è divenuto famoso anche tra il pubblico italiano grazie alla sua presenza sul sito You Tube.

## Critica
La maggioranza delle critiche rivolte al film sono positive. Tuttavia alcune critiche negative sono state fatte. Queste ultime si basano perlopiù per la presenza nel film di alcune scene giudicate inadeguate: l'uccisione del cane da parte del giovane Pablo, le varie sequenze dove Pablo si masturba off-screen e la sequenza dove Pablo si spoglia nudo davanti a Paco.